# Valdemorales
Valdemorales település Spanyolországban, Cáceres tartományban. Valdemorales Almoharín, Arroyomolinos, Montánchez, Torre de Santa María és Zarza de Montánchez községekkel határos. Lakosainak száma 215 fő (2024).

## Népesség
A település népessége az elmúlt években az alábbi módon változott:
| Lakosok száma | 271  | 248  | 242  | 230  | 235  | 208  | 197  | 200  | 207  | 215  |
|               | 2001 | 2004 | 2006 | 2009 | 2011 | 2014 | 2016 | 2019 | 2021 | 2024 |